# Angarà
|  | Aquest article tracta sobre el riu. Vegeu-ne altres significats a «Angarà (coet)». |

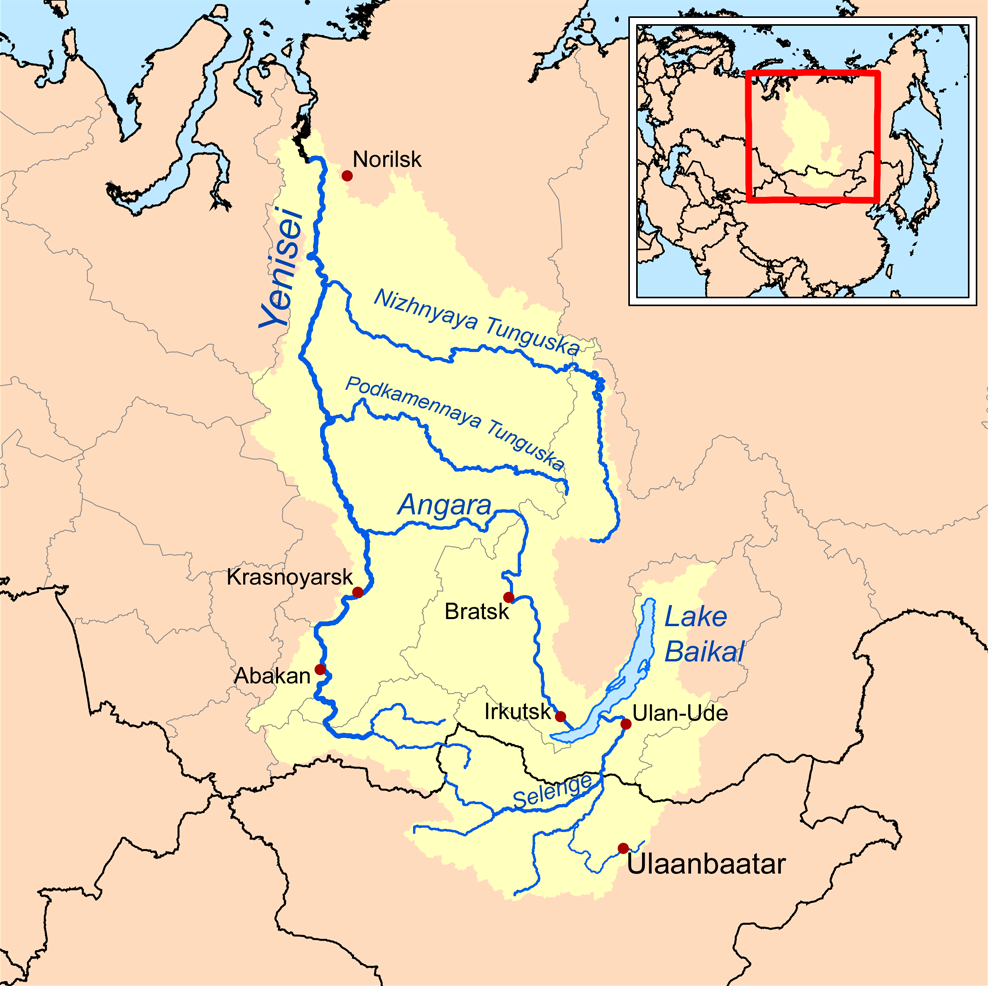
Afluents principals del Ienissei

El riu Angarà (rus: Ангара́) és un curs d'aigua important de la Sibèria central, que va de l'óblast d'Irkutsk al krai de Krasnoiarsk de Rússia. Neix al Llac Baikal i és afluent del Ienissei. Té una longitud de 1.849 quilòmetres i una conca de drenatge de 1.039.000 quilòmetres quadrats.
Antigament se l'anomenava Angarà Inferior (rus: Ни́жняя Ангара́, Níjniaia Angarà) com a distinció amb l'Angarà Superior. També antigament, el tram des d'Ust-Ilimsk fins a la desembocadura al Ienissei s'havia anomenat Tunguska Superior (rus: Ве́рхняя Тунгу́ска, Vérkhniaia Tunguska) per contrast amb els rius Tunguska Inferior i Tunguska Pedregós amb una important semblança geogràfica.

## Curs
L'Angarà drena el llac Baikal a Listvianka, a una altura de 456 msnm. S'allunya d'Irkutsk, la capital de la regió, recorrent paratges àmpliament desolats durant 1779 km per a convergir finalment amb el Ienissei a Strelka, prop de Lessossibirsk. El seu cabal és de 120 km³/any.
El riu Angarà és navegable en certes seccions aïllades:
- Del llac Baikal a Irkutsk
- D'Irkutsk a Bratsk
- A l'embassament d'Ust-Ilimsk
- Del barratge de Bogutxani (Kodinsk) a la seva confluència amb el Ienissei

## Embassaments
Al llarg del recorregut de l'Angarà es troben quatre embassaments que proveeixen d'electricitat a les indústries locals: 
- L'embassament d'Irkutsk, situada a l'inici del seu curs, (44 m) produeix 650 MW.
- L'embassament de Bratsk (124 m), 500 km riu avall, va ser construïda als anys seixanta i produeix 4.500 MW. El pantà que en resulta rep el nom de «Llac del Drac» per la seva forma. Els rius Okà i Iia, provinents dels vessants nord del Saian oriental, en formen les «mandíbules» i 400 km del riu Angarà en formen la «cua».
- L'embassament d'Ust-Ilimsk, barratge nou situat 250 km riu avall. Aquest pantà també afecta el riu Ilim.
- L'embassament de Bogutxani, barratge nou, no operacional, situat 400 km més avall.

Hi ha projectes per construir més embassaments, però les conseqüències que comporta per a l'entorn el fet de barrar completament el pas al riu Angarà han provocat protestes.
Els embassaments d'aquestes preses van inundar una sèrie de pobles al llarg de l'Angara i els seus afluents (inclòs el fort històric d'Ilimsk a l'Ilim), així com nombroses zones agrícoles a la vall del riu. A causa dels seus efectes sobre la forma de vida dels residents rurals de la vall d'Angara, la construcció de la presa va ser criticada per una sèrie d'intel·lectuals soviètics, en particular per l'escriptor d'Irkutsk Valentin Rasputin —tant a la seva novel·la Прощание с Матёрой, Prosxànie s Matioroi («L'adeu a Matiora», 1976) com al seu llibre de no-ficció Siberia, Siberia (1991).

## Extracció de petroli
Angarsk, situada a la vora de l'Angarà, a 50 km d'Irkutsk, és el centre en expansió de la indústria petroliera de la Sibèria Oriental i seu d'una enorme refineria de Yukos.
Un gran oleoducte porta petroli cap a l'oest. Actualment, es construeix un altre cap a l'est per abastir el Japó des del port de Nakhotka, al mar del Japó. El potencial exacte de la Sibèria Oriental és desconegut encara. Hi ha dos jaciments petroliers més a la zona del riu Angarà: les terres de Kovuktinskoie, prop de Jigalovo, 200 km al nord d'Irkutsk, i les remotes terres de Verkhnekhonskoie, 500 km al nord d'Irkutsk, a l'Altiplà de la Sibèria Central.

## Navegació

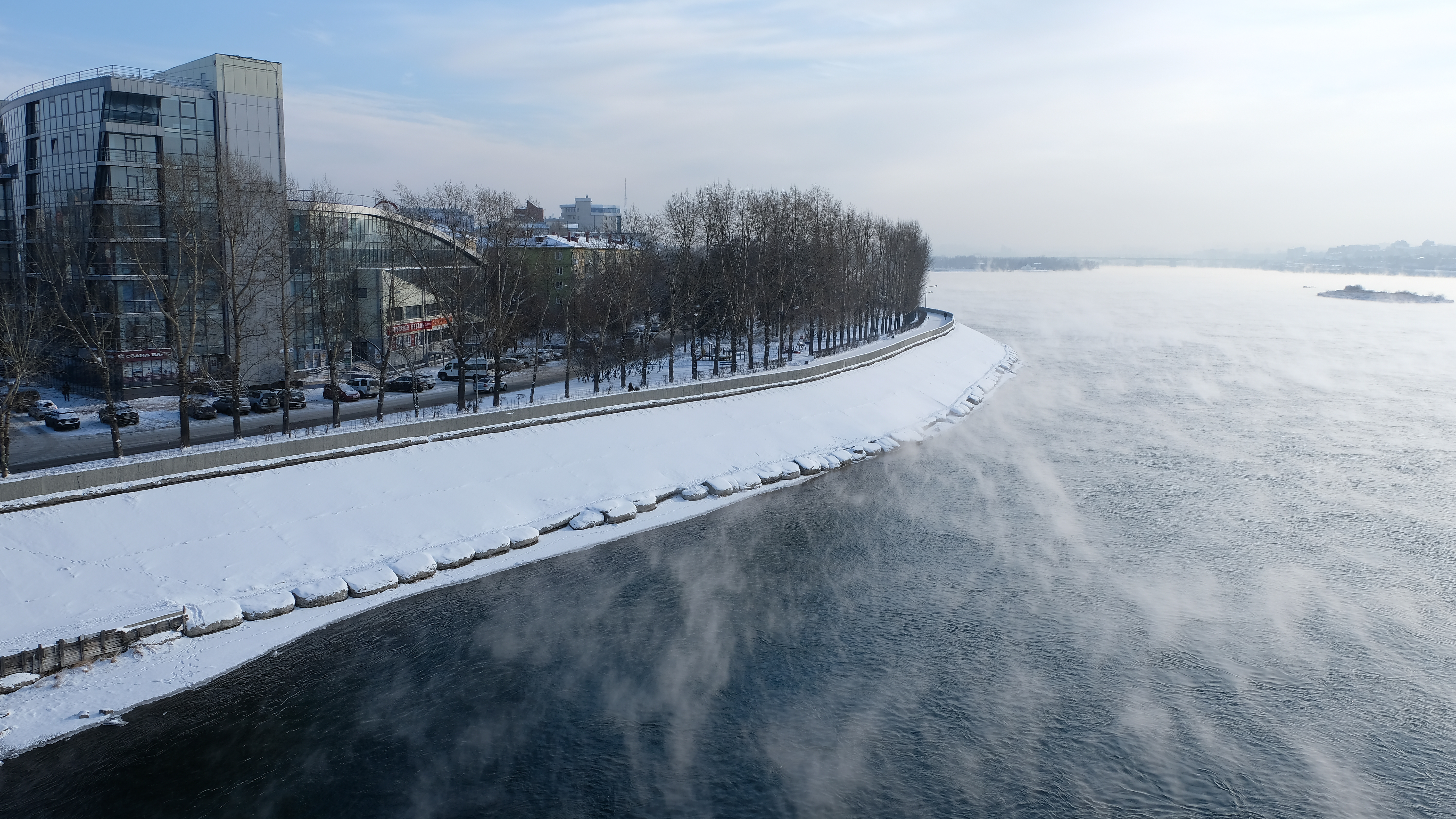
Terraplè de l'Angarà a Irkutsk

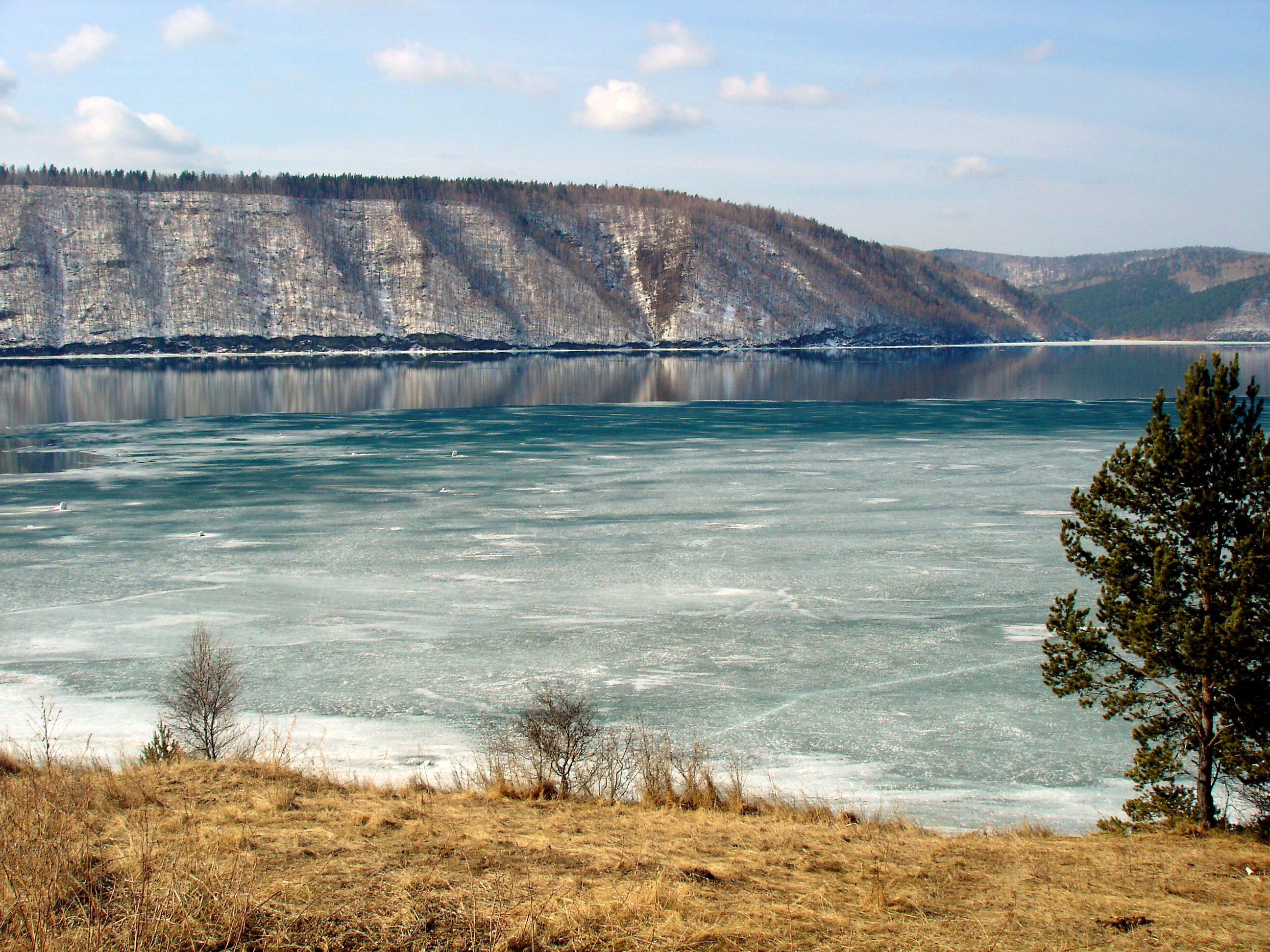
L'Angarà a Talzy, prop del llac Baikal

L'Angarà és navegable per embarcacions modernes en diverses seccions aïllades:
- del llac Baikal a Irkutsk
- d'Irkutsk a Bratsk
- a l'embassament d'Ust-Ilimsk
- des de la presa de Boguchany (Kodinsk) fins a la caiguda del riu al Ienisey.

El tram entre la presa d'Ust-Ilimsk i la presa de Boguchany no ha estat navegable a causa dels ràpids. No obstant això, amb la finalització de la presa de Boguchany i l'ompliment del seu embassament, almenys una part d'aquest tram del riu també es tornarà navegable. Tanmateix, això no permetrà la navegació des del llac Baikal fins al Ienisey, ja que cap de les tres preses existents s'ha dotat d'una resclosa o d'un elevador de vaixells, ni tampoc la presa de Boguchany en tindrà cap.

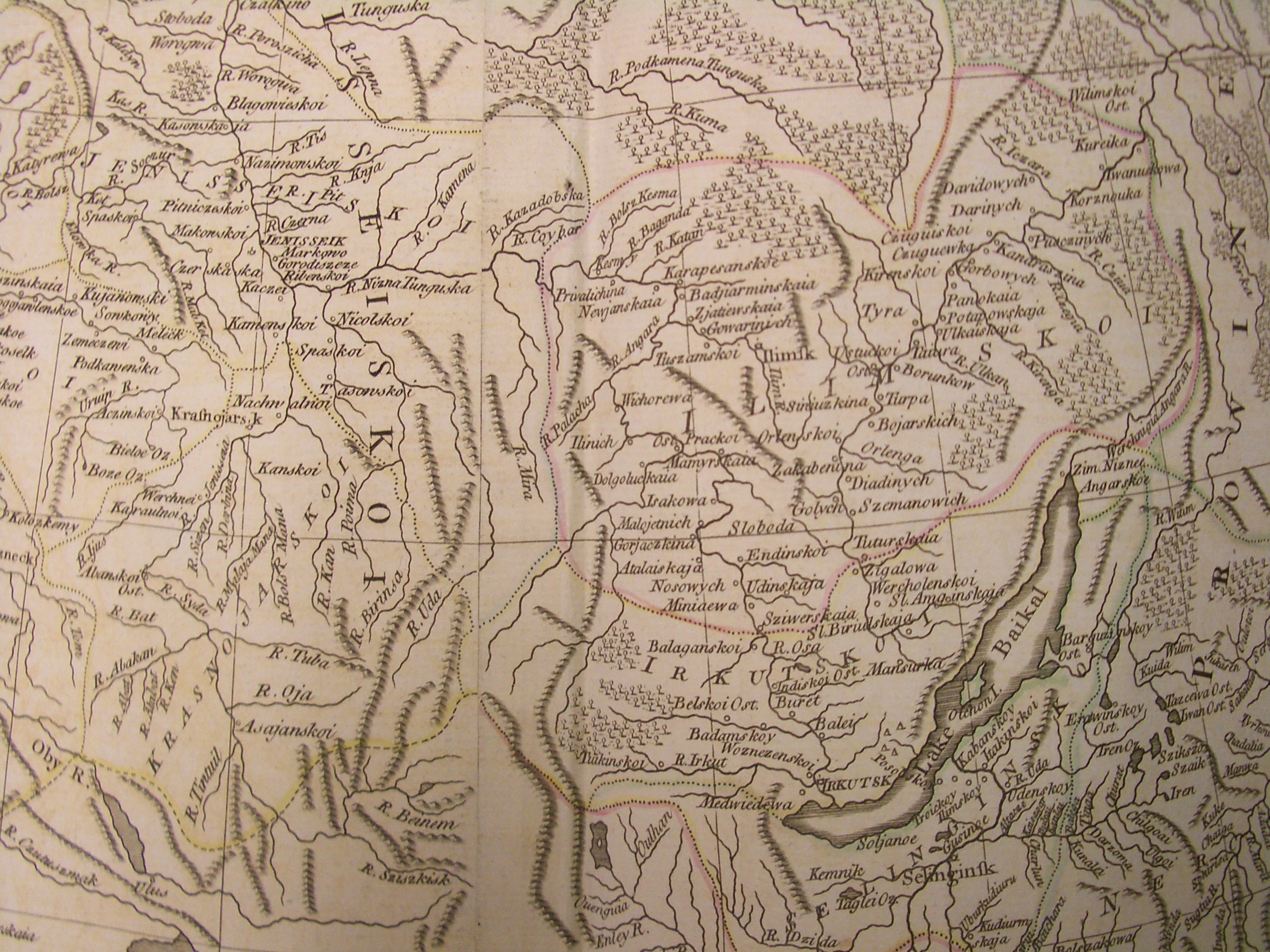
La importància històrica de l'Angarà i de l’Ilim com a rutes d'aigua està testimoniada per una cadena de pobles al llarg d'ells (molts dels quals, així com la ciutat d’Ilimsk, van ser inundats per preses modernes) en aquest mapa de 1773. Cal tenir en compte que el curs baix de l'Angarà està etiquetat com a Nizhnyaya Tunguska, el nom que s'aplica actualment a un altre riu.

Malgrat l'absència d'una via navegable contínua, l'Angarà i el seu afluent l'Ilim van tenir una importància considerable per a la colonització russa de Sibèria des de ca. 1630, quan ells (i els portatges necessaris) van formar importants vies d'aigua que connectaven el Yenisey amb el llac Baikal i el Lena. El riu va perdre la seva importància de transport després de la construcció d'una ruta terrestre entre Krasnoiarsk i Irkutsk i, més tard, el Ferrocarril Transiberià.

## Afluents
Els afluents més grans de l'Angara són, de la font a la desembocadura:
- Irkut (esquerre)
- Kitoy (esquerre)
- Belaya (esquerre)
- Oka (esquerre)
- Iya (esquerre)
- Ilim (dreta)
- Kova (esquerre)
- Koda (dreta)
- Chadobets (dreta)
- Mura (esquerre)
- Irkeneyeva (dreta)
- Taseyeva (esquerre)

## Hidrometria

### Caudals mensuals a Tatarka

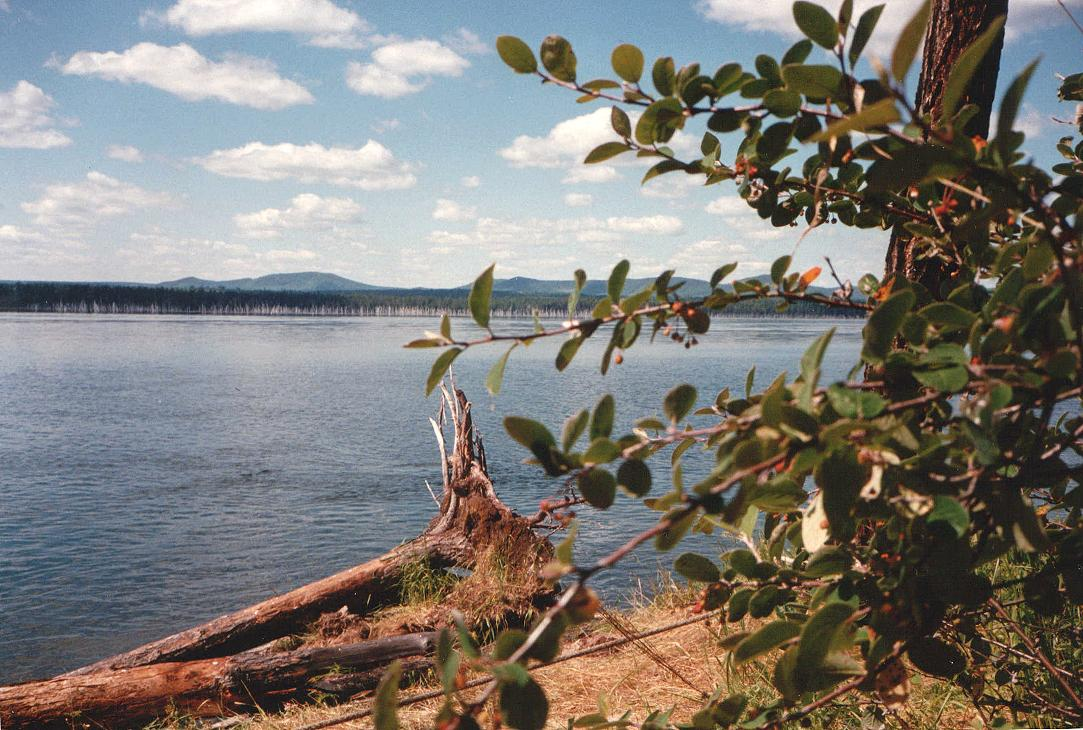
Angara prop de Bratsk

L'Angara és un riu molt potent i força regular. El seu cabal es va observar durant 47 anys (entre 1953-1999) a Tatarka, una localitat situada uns 30 quilòmetres aigües amunt de la seva confluència amb el Ienissei.
A Tatarka, el cabal o mòdul interanual mitjà observat durant aquest període va ser 4.518 m³/s per a una àrea de drenatge de 1.040.000 km², o gairebé tota la conca hidrogràfica del riu.
Per tant, la quantitat d'aigua que flueix a aquesta conca ascendeix a 137 mil·límetres anuals, cosa que es podria considerar força moderada o fins i tot mediocre. Aquesta xifra, però, és poc representativa, perquè inclou l'enorme conca de la Selenga que constitueix uns 43 % dels 1.040.000 km² de superfície de drenatge que es tenen en compte, i que és en gran part desèrtic. En eliminar la conca de Selenga, el nivell d'aigua observat a la conca d'Angarà a Tàtarka s'eleva per tant a 213 mil·límetres, cosa que es pot descriure com a força alt en el context siberià.
Riu alimentat en part per la fusió de la neu, l'Angarà és un curs d'aigua amb un complex règim neu-pluvial que té dues estacions.
L'aigua alta es produeix des de la primavera fins a principis de tardor, de maig a setembre, amb un pic al maig corresponent al desglaç i la fusió de la neu a la seva conca. De juny a setembre el cabal es manté molt elevat. A l'octubre, el cabal del riu disminueix ràpidament, donant lloc al període d'estiatge. Aquest té lloc de novembre a abril ambdós inclosos i correspon al llarg període d'hivern i fortes gelades que s'estén per tota la conca. Però el riu en general manté un cabal molt apreciable durant el període d'estiatge.
El cabal mitjà mensual observat al novembre (mínim estiatge) és de 2.784 m³/s, o 29,8 % del cabal mitjà del mes de maig (9.350 m³/s ), fet que demostra la baixa amplitud de les variacions estacionals. Durant el període d'observació de 47 anys, el cabal mensual mínim va ser 920 m³/s (novembre 1961), mentre que el cabal mensual màxim va ser de 12.600 m³/s (maig 1966).

### Evolució del cabal al llarg del recorregut
Angarà ha estat equipada amb quatre grans preses hidroelèctriques, totes elles entre les més grans de Rússia. Trobem, de riu amunt a riu avall:
- la presa d'Irkutsk (660 MW), situada als límits de la ciutat del mateix nom, a aproximadament 50 km del llac Baikal.
- la presa de Bratsk (4.500 MW ), el llac associat a la qual era, l'any 2020, la sisena més gran del món en superfície (5.470 km² ). Aquesta presa proporciona una mitjana de 22,6 TWh anuals.
- la presa d'Ust-Ilimsk (4.320 MW), formant el llac embassament del mateix nom, amb una superfície de 1,873 km² .
- la presa de Bogutxani, a Kódinsk (3.000 MW), formant un llac embassament de 2.326 km².[13] Aquest és el treball més recent: el lliurament complet va tenir lloc el 2015.[14] La seva producció elèctrica mitjana hauria d'estar al voltant 17,6 TWh anuals.